# Xavier Ferré i Trill
Xavier Ferré i Trill (Reus, 1962) és doctor en Història (URV) i en Sociologia (UB). Les seves línies d'investigació són l'estudi del pensament polític contemporani i la història social de la cultura. Ha fet aportacions de rellevància a la història de la reconstrucció nacional en el cas del País Valencià sota el franquisme. Actualment és professor de la Universitat Rovira i Virgili i forma part de grups de recerca de les universitats d'Alacant, de Barcelona i Autònoma de Barcelona.

## Obra
A banda dels llibres, ha fet nombrosos articles de revista i tres col·laboracions en obres col·lectives. També és destacable la seva tasca com a ressenyador de novetats d'interès historiogràfic.
Entre d'altres, ha publicat:
- No tot era Levante feliz: nacionalistes valencians (1950-1960). Benicarló: Alambor, 2000. (Biblioteca Llengua i país) ISBN 84-931620-1-9
- Abans i després de Nosaltres els valencians: moviment polític de construcció nacional als anys seixanta. Barcelona: Curial, 2001. (La mata de jonc; 38) ISBN 84-7256-789-3
- Per l'autodeterminació: evolució ideològica i política d'Antoni Rovira i Virgili. Tarragona: Arola, 2004. (Morera; 3) ISBN 8495985853
- De la nació cultural a la nació política: la ideologia nacional d'Antoni Rovira i Virgili (Afers, 2005)[2]
- Nació i excursionisme: biografia intel·lectual de Joaquim Santasusagna (Associació d'Estudis Reusencs, 2006)
- Pensament positivista a Catalunya (Cossetània Edicions, 2007)[3][4][5]
- Construcció nacional: trajectòries i referents. Palma: Lleonard Muntaner, 2010. (Temps obert; 16) ISBN 9788492562831
- [amb Ramon Arnabat] Ateneus: cultura i llibertat: associacionisme a la Catalunya contemporània. Barcelona: Federació d'Ateneus de Catalunya, 2015. ISBN 978-84-606609-8-9
- Manuel de Pedrolo i la nació (1957-1982). Barcelona: Edicions del 1979, 2016. (Llevat) ISBN 9788494358937

També ha estat curador d'edicions crítiques d'Antoni Rovira i Virgili (Història dels moviments nacionalistes, 2008, La nacionalització de Catalunya, 2009) i de Joan Fuster (Dues visions, 2014), entre d'altres. És un dels curadors de la Correspondència de Joan Fuster.